# Ermita de la Mare de Déu del Llosar
L'ermita de la Mare de Déu del Llosar de Vilafranca, està situada a 1,5 km de la localitat, en la carretera CV-15, en direcció a l'Anglesola.
Aquest conjunt està qualificat com a Bé de Rellevància Local amb la categoria de Monument d'Interès Local.

## Història
En el lloc on es va trobar una imatge de la Mare de Déu, a mitjan segle xiv es construeix una petita ermita la qual fou reedificada entre 1663 i 1683 per Juan Ibáñez, i després pels seus deixebles Juan Felipe i Andrés Dextre. L'hostatgeria es finalitza el 1734, el cambril es comença el 1758 i la porxada d'enfront es fa durant els anys 1845 i 1848. L'altar i el cambril són pintats i daurats en 1904.

## Arquitectura
El conjunt arquitectònic està format per l'ermita, l'hostal annex, els porxos, els habitatges i els corrals.

### Estructura
Edifici de planta rectangular, tipus claustral, amb tres naus, les laterals més baixes on donen les quatre capelles de cada costat, un cor alt als peus de la nau i el presbiteri pla, i al seu darrere, un cambril. La coberta de la nau principal té quatre trams amb volta bufada separats per arcs de mig punt suportats per columnes d'ordre corinti, el presbiteri té volta de mocador i el cambril està cobert amb cúpula.
El cambril posseeix un retaule amb dues escales per accedir a la imatge, bon exemple del barroc curvilini de la zona, amb abundants motius oblics i rocalles, i un entaulament completament ondulat.

### Façana
La façana està centrada amb una portada de dos cossos, l'inferior amb una porta amb llinda emmarcada per pilastres, i al superior, un frontó trencat on se situa una fornícula tancada per pilastres que suporten un frontó circular rematat per pinacles.
La cornisa de la façana segueix la coberta de dues aigües de la nau i, al centre, coronant el frontis, una espadanya de dos cossos, amb tres obertures per a campanes.

## Galeria fotogràfica

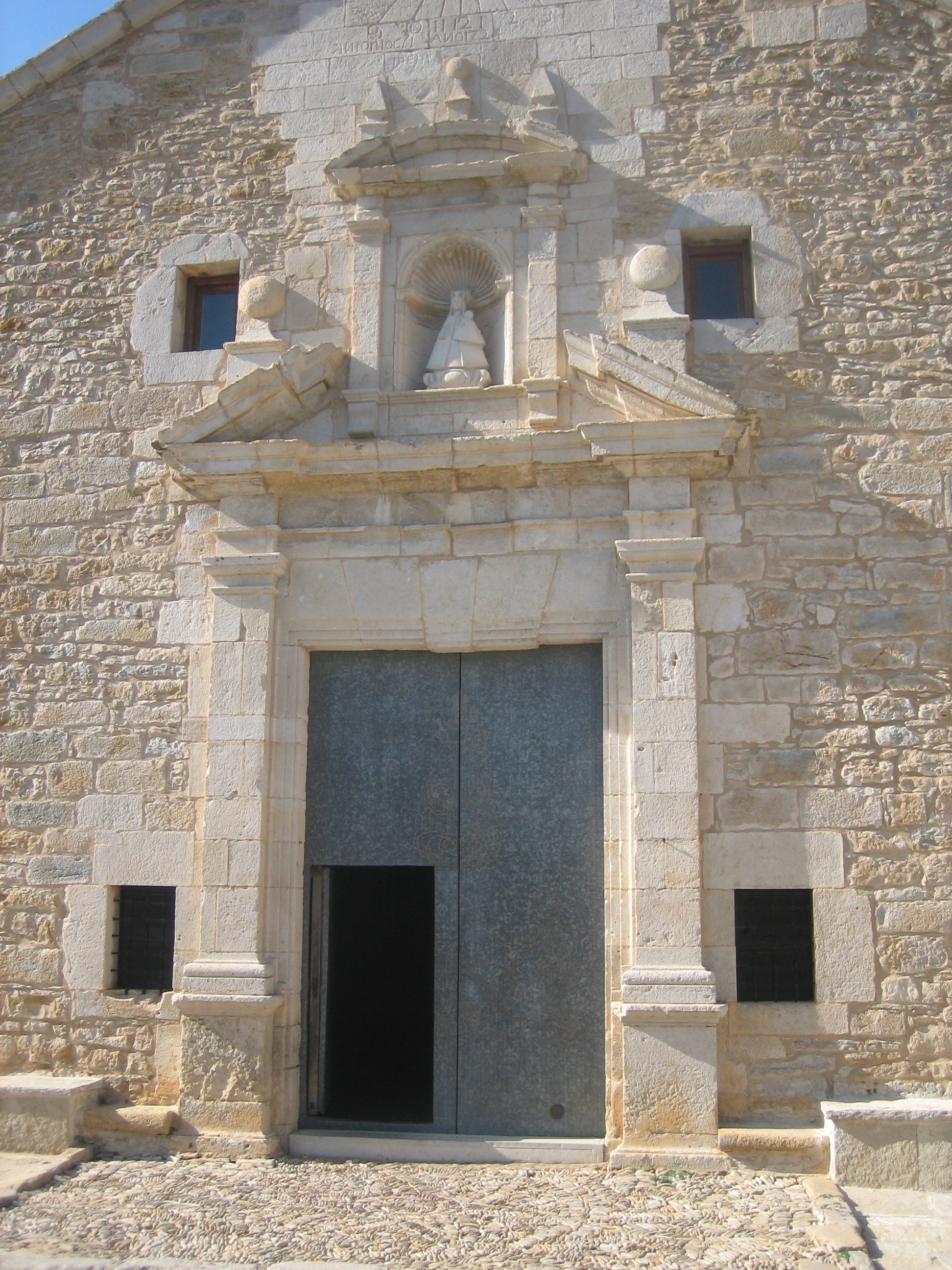
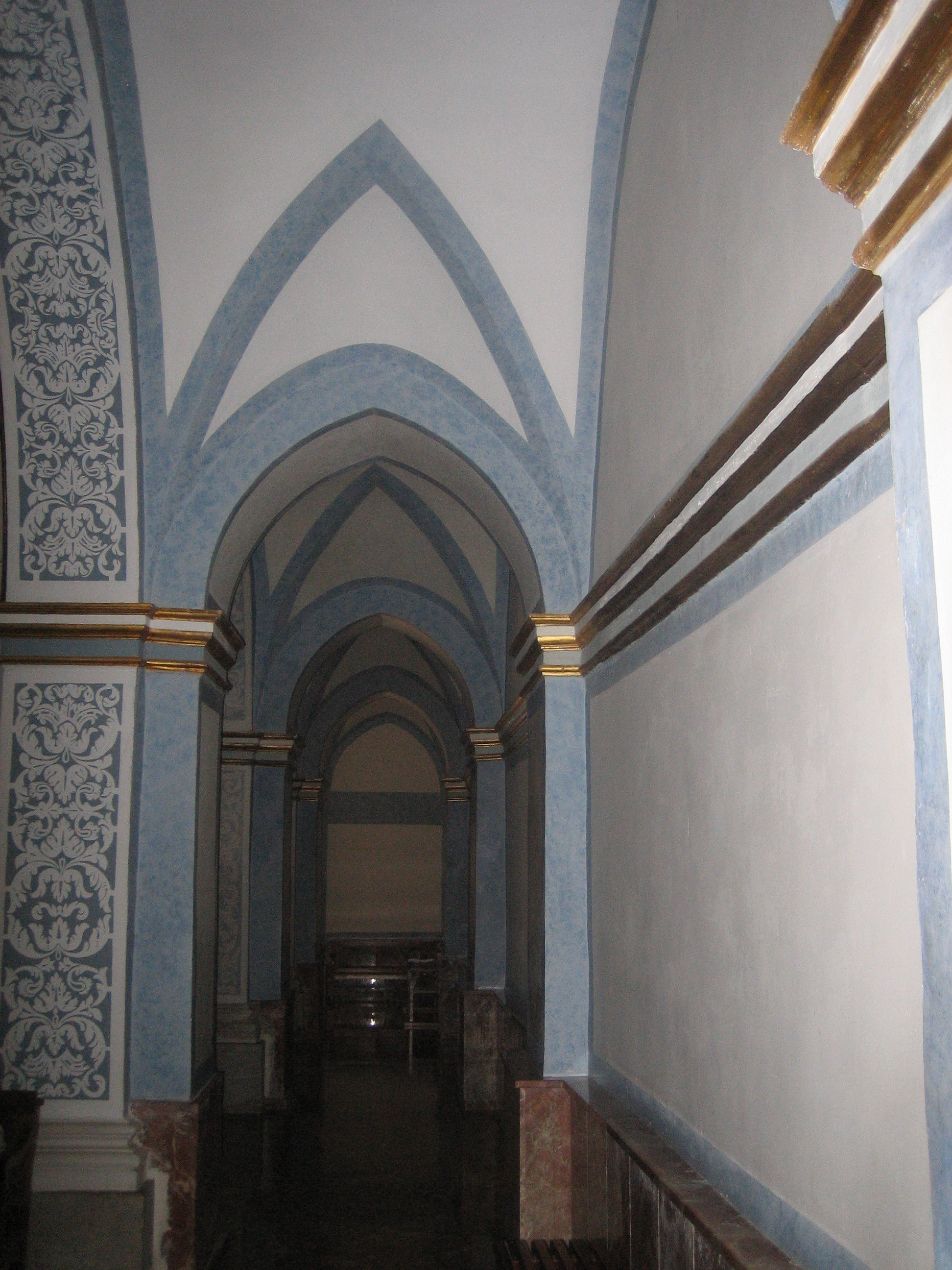
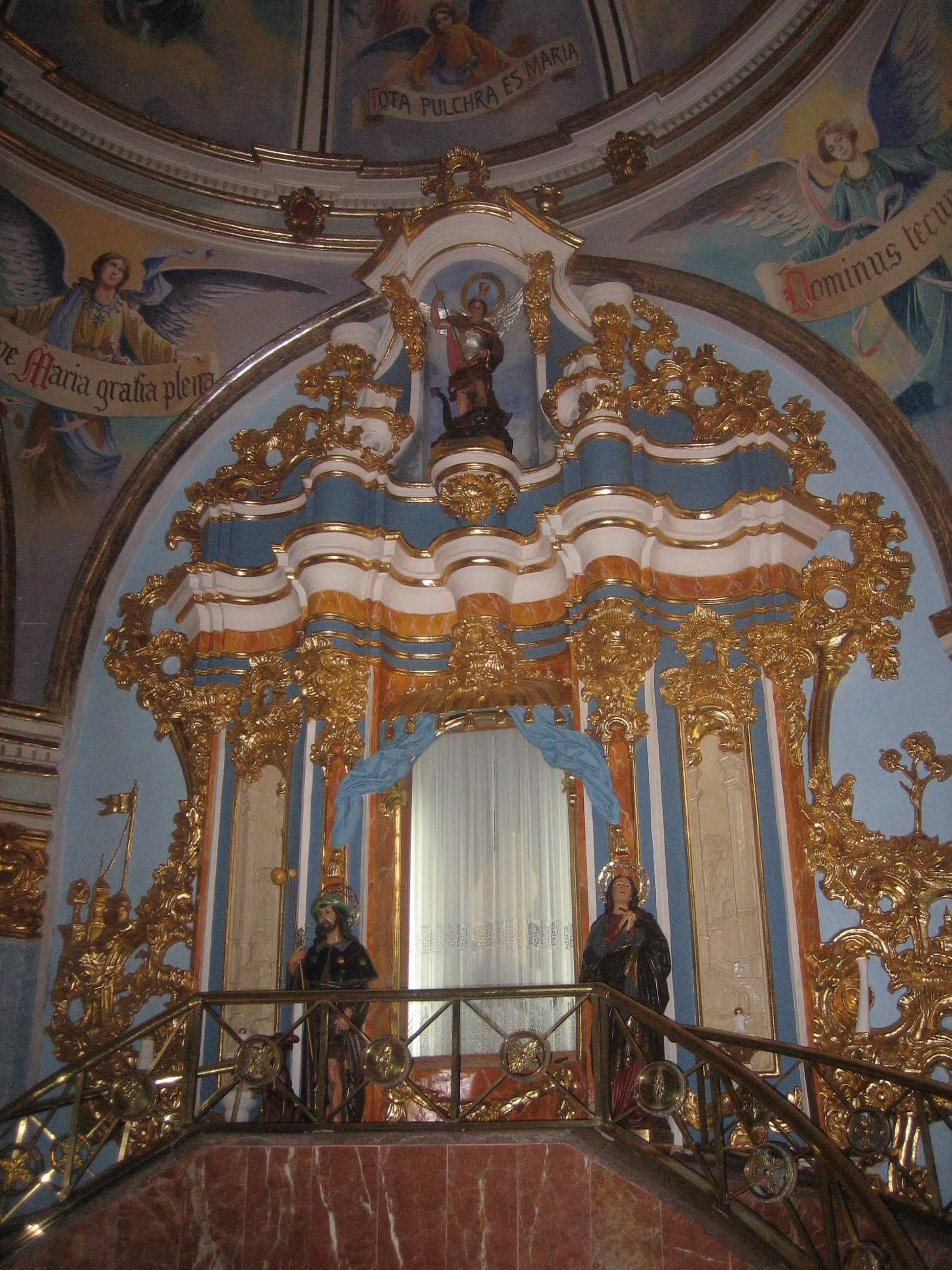
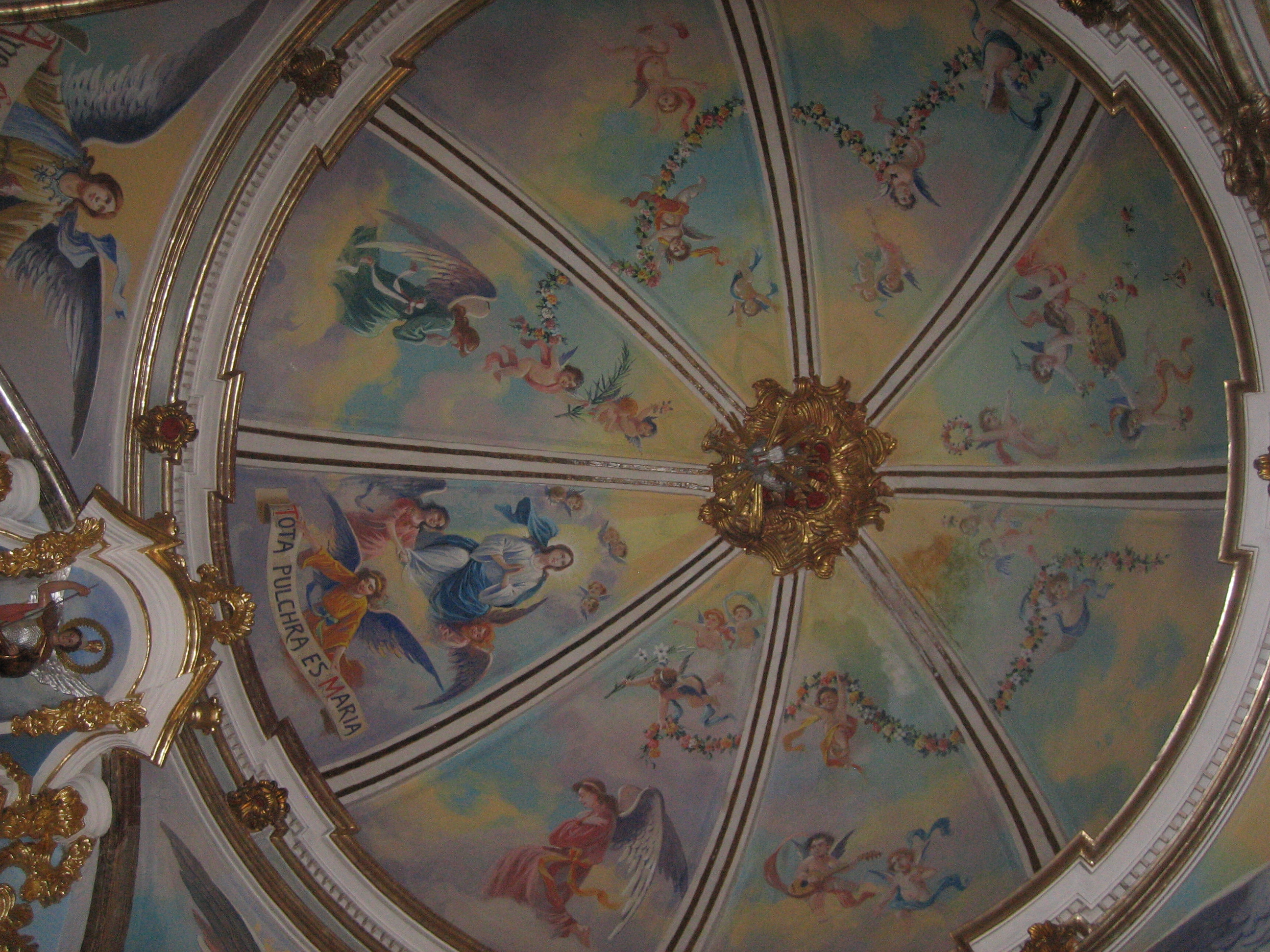

- Portada
- Nau lateral
- Retaule del cambril
- Cúpula del cambril

## Festivitat i tradicions
Se celebren dues romeries a l'ermita, la primera el dia de l'octava de Pentecosta, penitencial, i la segona, el 8 de setembre, durant les festes majors del poble, amb processó i missa major. Els majorals reparteixen llet i pastissos als assistents.
La tradició explica que un llaurador que estava llaurant va trobar una imatge de la Mare de Déu. Aquest va observar que els bous es paraven i s'agenollaven. La reixa de l'aladre havia topat amb un objecte dur, que era la cara d'una imatge, coberta per una llosa. El llaurador va comunicar la troballa al poble i es va iniciar la veneració de la imatge.
Cancó en llaor de Nostra Dona del Llossar
Baix les llosses que us guardaven

—Nostra Dona del Llossar—

Vilafranca governaven

vostres ànsies d'estimar;

baix les llosses que us guardaven,

d'aqueix poble ereu l'ampar.
Llaurador us descobria

—Nostra Dona del Llossar—

i al trovar-vos clara i pia

una ermita us va alçar;

llaurador us descobria...

tot el poble us va adorar.
Per Patrona us varen pendre

—Nostra Dona del Llossar—

i els cors tant vàreu encendre

que el foc no's pot apagar;

per Patrona us varen pendre

i alta llum per venerar.
Sou l'amor de Vilafranca

—Nostra Dona del Llossar—

sou petita i tota blanca

radïant en el altar;

sou l'amor que Vilafranca

enjamai no ha d'olvidar.
Sou un far de maravella

—Nostra Dona del Llossar—

d'aqueix poble clara estrella

sempre eterna en llumenar;

sou un far de maravella

per a l'aspre navegar.
Benediu aqueixa Vila

—Nostra Dona del Llossar—

hui que té vida tranquil·la

amb el goig del fabricar;

benediu aqueixa Vila

que per sempre us ha d'amar.
Carles Salvador i Gimeno

Benassal, maig 1924.